# Anghelu Ruju
La necròpoli d'Anghelu Ruju (forma sarda equivalent a 'Àngel Vermell') és un jaciment arqueològic prenuràgic que es troba a prop de la ciutat de l'Alguer, a aproximadament uns 10 km d'aquesta seguint la carretera que porta a Sàsser / Porto Torres. El seu nom és el del terreny on foren descobertes. És una de les necròpolis prehistòriques més vastes de Sardenya.
El jaciment se situa al voltant de l'aeroport de l'Alguer-Fertilia, a la zona coneguda com Els Plans (I Piani en la traducció italiana). Conté moltíssimes tombes hipogees. Aquestes poden ser de dues menes, les més antigues són del tipus calatoia mentre que les més recents són del tipus dromos amb una arquitectura regular en forma de T.
Fou per casualitat que es va descobrir la necròpoli, el 1903, mentre es feien excavacions per a construir una granja. Aleshores, s'hi trobà un crani humà i un vas trípode i l'any següent l'arqueòleg friulès, Antonio Taramelli, va començar l'exploració de l'indret. Hi trobà 10 hipogeus i 21 domus de Janas ('casa de les fades'). Les excavacions ulteriors, que duraren fins al 1967, van revelar més vestigis i ara són 38 les tombes que s'hi han retrobat. Les troballes s'han atribuït a la cultura ozieri (3500 aC), a la del vas campaniforme (2000-1900 aC) i a la cultura de Bonnanaro (1800 aC).

## El vi "Anghelu Ruju"
El nom Anghelu Ruju designa també un vi que es produeix a la propietat Sella & Mosca, bodegues fundades el 1899 per les famílies piamonteses Sella i Mosca, actualment l'empresa pertany al grup Campari. El vi arriba gairebé als 18 graus d'alcohol i pertany a la categoria dels vins negres licorosos; és considerat com un dels vins més preuats de l'empresa i està realitzat amb el raïm Canonau de Sardenya.